# Окта (Охајо)
Окта (енгл. Octa) град је у америчкој савезној држави Охајо.

## Демографија
По попису из 2010. године број становника је 59, што је 24 (-28,9%) становника мање него 2000. године.
| Група             | 2000.      | 2010.      |
| Белци             | 74 (89,2%) | 49 (83,1%) |
| Афроамериканци    | 5 (6,0%)   | 9 (15,3%)  |
| Азијати           | 0 (0,0%)   | 0 (0,0%)   |
| Хиспаноамериканци | 4 (4,8%)   | 1 (1,7%)   |
| Укупно            | 83         | 59         |